# تراویس تومکو
تراویس تومکو (انگلیسی: Travis Tomko؛ زادهٔ ۲۳ مارس ۱۹۷۳) کشتی‌گیر کشتی حرفه‌ای اهل ایالات متحده آمریکا است.